# (4217) Engelhardt
(4217) Engelhardt ist ein Asteroid des inneren Hauptgürtels, der am 24. Januar 1988 von Carolyn S. und Eugene M. Shoemaker am Palomar-Observatorium bei einer Helligkeit von 16,5 mag entdeckt wurde. Nachträglich konnte der Asteroid bereits auf Aufnahmen gefunden werden, die am 13. September 1944 am Iso-Heikkilä-Observatorium der Universität Turku in Finnland, am 5. September 1951 am McDonald-Observatorium in Texas, am 4. Januar 1970 am Krim-Observatorium in Nautschnyj und am 15. März 1978 ebenfalls am Palomar-Observatorium gemacht worden waren.
Der Asteroid wurde benannt nach Wolf von Engelhardt, Professor für Mineralogie und Direktor des Instituts für Mineralogie und Petrographie an der Universität Tübingen von 1957 bis 1977. In Europa war von Engelhardt ein Pionier in der Erforschung von Einschlagkratern und Schockmetamorphose von Mineralien und Gesteinen. Im Jahr 1962 initiierte und führte er erfolgreich eines der umfassendsten Forschungsprogramme zur Erforschung des Ries-Ereignisses in Deutschland durch. Seit der ersten Rückführung von Mondproben im Jahr 1969 war er leitender Forscher im Mondprobenanalyseprogramm der NASA.
Aufgrund der Bahneigenschaften wird (4217) Engelhardt zur Phocaea-Familie gezählt.

## Wissenschaftliche Auswertung
Eine Auswertung von Beobachtungen durch das Projekt NEOWISE im nahen Infrarot führte 2011 zu vorläufigen Werten für den Durchmesser und die Albedo im sichtbaren Bereich von 8,7 km bzw. 0,23.
Photometrische Beobachtungen von (4217) Engelhardt fanden erstmals statt vom 31. Oktober bis 7. November 2004 am Palmer Divide Observatory (PDO) in Colorado. Aus der aufgezeichneten Lichtkurve wurde eine Rotationsperiode von 3,066 h bestimmt. Eine zweite Beobachtungskampagne für den Asteroiden erfolgte vom 8. bis 19. Dezember 2011 am gleichen Ort. Dabei konnte der Periodenwert noch auf 3,0661 h verbessert werden. Besonderheiten in der Lichtkurve deuteten möglicherweise auf die Existenz eines Satelliten hin, der den Hauptkörper in etwa 36 Stunden umkreist.
Aus archivierten Daten des Asteroid Terrestrial-impact Last Alert System (ATLAS) aus dem Zeitraum 2015 bis 2018 konnte in einer Untersuchung von 2022 mit der Methode der konvexen Inversion eine Rotationsperiode von 3,06615 h bestimmt werden.